# Andrei Pavlenko
Bản mẫu:Eastern Slavic name
Andrei Viktorovich Pavlenko (tiếng Nga: Андрей Викторович Павленко; sinh ngày 12 tháng 7 năm 1986) là một cầu thủ bóng đá người Nga. Anh thi đấu cho F.K. Luch-Energiya Vladivostok.